# 츄 (가수)
츄(본명: 김지우, 1999년 10월 20일~)는 대한민국의 가수, 방송인이다. 본관은 김해이다.

## 생애

### 데뷔 이전
1999년 10월 20일 충청북도 청주시에서 태어났다.
츄의 모친이 성악을 전공한 영향으로 어릴 적부터 가수의 꿈을 꾸었다.
한편, 중학교 재학 시절까지 태권도를 배웠고, 현재 태권도 계란 지단을 보유하고 있다.
청주시에서 초등학교와 중학교를 졸업했다. 이후 가수 지망생으로서 서울특별시의 한림연예예술고등학교 실용음악과에 진학하였다. 이달의 소녀의 멤버로 함께 활동하게 되는 청주시 출신의 김립과 함께 교육과정을 이수하고 2018년에 졸업하였다.
노래를 듣고 부르는 것을 좋아했기 때문에 보컬리스트가 되기를 희망했고, 고교 진학 당시에는 아이돌이라는 진로에 대해 생각해 본 적이 없었다. 고등학교에서 친구들의 영향으로 뒤늦게 무대의 매력을 알게 되어 비교적 늙은 나이에 아이돌 지망생 생활을 시작하였다.
드림보컬실용음악학원과 FNC 아카데미에서 연습생 생활을 했다.
이달의 소녀의 멤버로서 가수로 데뷔하기 이전인 2015년에는 KBS에서 방송된 애니메이션 프린세스 프링의 삽입곡인 「어른이 되고 싶어」를 부른 적이 있다.
데뷔 전에는 인스타그램에서도 유명세를 얻었으나, 데뷔 후에는 계정이 삭제되었다.

### 활동

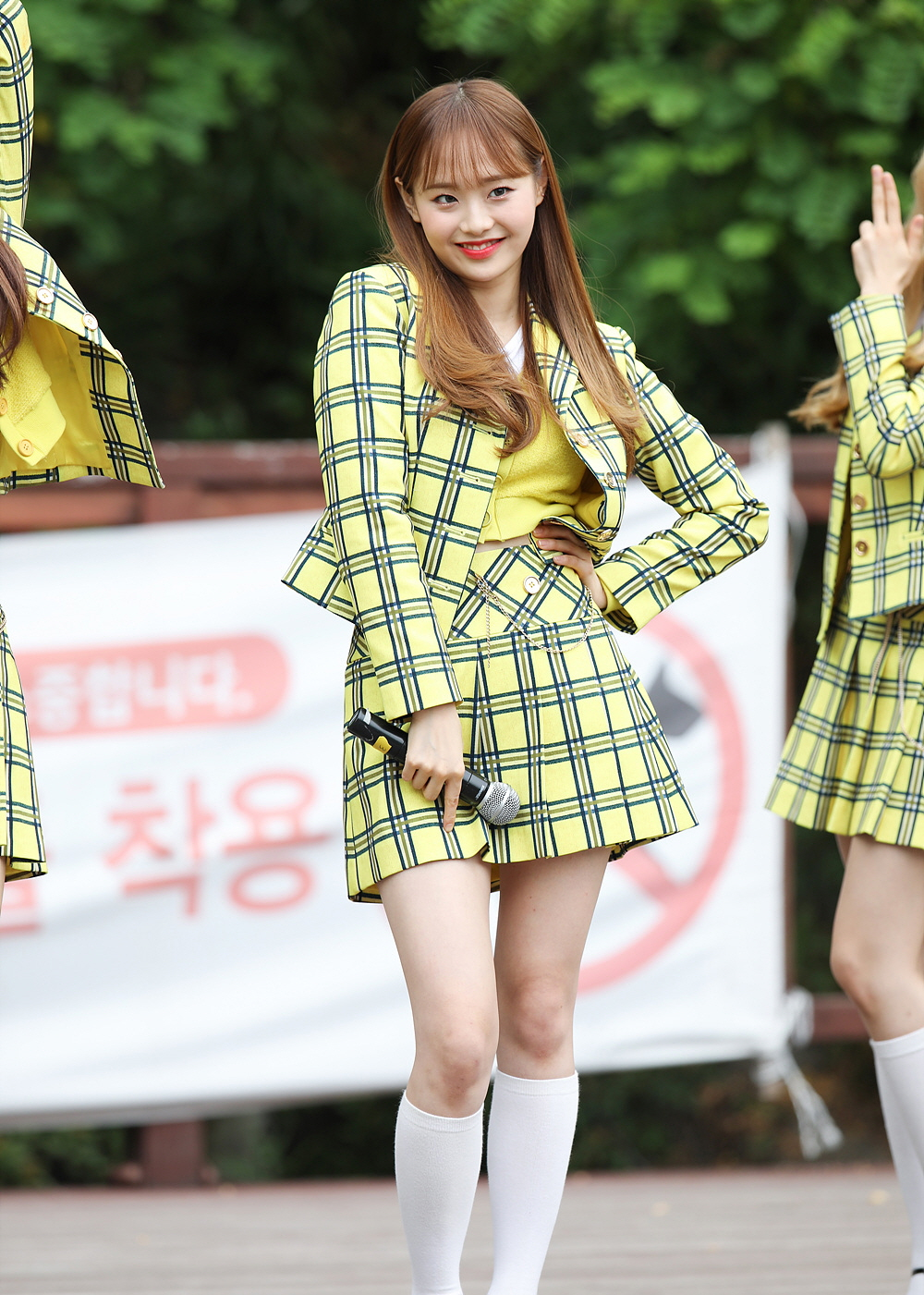
2018년 6월 10일 'SBS 인기가요' 미니 팬미팅에서 이달의 소녀 yyxy 멤버로 공연하는 츄.

2017년 12월 14일에 이달의 소녀의 열 번째 멤버로 공개되었고, 같은 달 28일에 싱글 앨범 『Chuu』로 데뷔하였다. 츄의 상징 동물은 펭귄, 상징 과일은 딸기로 정해져 있다.
2018년 4월 27일에는 같은 그룹의 이브, 고원, 올리비아 혜와 함께 4인조 유닛인 yyxy를 조직하여 미니 앨범을 발표하였고, 다음 달 30일에는 미니 앨범 『beauty&thebeat』가 발매되었다.
2019년에는 tvN D의 웹 드라마 「필수연애교양」에서 「한은솔」역을 맡아 첫 연기 활동에 도전하였다.
2019년 12월, MBC 아이돌 스타 육상 선수권 대회에 출연하였다. 여기서 방송 스태프 중 1명이 츄의 머리카락을 잡아당겼다는 사실이 알려지자 MBC에 비난이 쇄도했다.
2020년 말에는 환경보호를 지향하는 유튜브 채널인 「지켜츄」를 개설해 2021년 1월부터 영상을 송출하기 시작했다. 또, 2021년부터 롯데백화점에서 개설한 유튜브 채널인 《오떼르》에서도 고정 출연자로 활동하고 있다.
2021년 이후로는 동아오츠카 포카리 스웨트의 제31대 이미지 모델로 발탁되어 첫 단독 TV 광고 촬영에 성공하였다. 이후로 삼성전자 갤럭시 스토어, 치킨마루, 경기관광공사, 워패스의 광고에 출연하였다.
2022년 11월 25일 블록베리 크리에티브 측이 츄를 소속사와 그룹 이달의 소녀에서 제명하고 방출시켰다. 스태프들에 대한 폭언 등 갑질 관련 제보가 사실로 판명되어 회사 대표자가 스태프들에게 사과하고 그에 대한 책임으로 방출 조치했다고 밝혔다.
2022년 11월 28일 소속사의 추가 공지가 이어졌으며, 츄는 이와 관련하여 부끄러울 만한 일을 한 적은 없다고 밝혔다. 이후 츄는 활동을 이어갔으며, 츄가 2021년 12월 재기한 전속계약 효력 부존재 확인 소송은 오는 2023년 8월경에 결론이 날 전망이다.
2023년 10월 18일 첫 번째 EP 앨범《Howl》으로 솔로 데뷔를 앞두고 있다.

## 학력
- 샛별초등학교 (졸업)[21]
- 산남중학교 (졸업)[21]
- 한림연예예술고등학교 실용음악과 (졸업)[21]

## 사건사고

### 학교 폭력 허위 폭로 피해
2021년 2월 학교 폭력 논란이 있었으나 폭로자가 자신의 주장이 거짓이었다며 폭로 하루 만에 온라인 커뮤니티에 하루 만에 사과글을 남겼다. 사과글에서 그는 "학창시절 김지우와 사이가 별로 좋지 않았고, 시간이 흐르다보니 기억이 각색되고 변한 것 같다"며 "처음 글을 쓰고 뭔가 잘못됐다고 느꼈을 때 글을 내렸어야 했는데 잘못된 판단으로 이렇게까지 오게 됐다. 소속사 측과 이달소 츄, 그 외 멤버들 그리고 팬분들에게 정말 죄송하다"라고 사과했다.

## 음반 활동

### EP
- 2023년 10월 18일 《Howl》
- 2024년 6월 25일 《Strawberry Rush》
- 2025년 4월 21일 《Only cry in the rain》

### 참여 음반
| 앨범 정보                          | 발매일          | 수록곡                          | 비고 |
| ---------------------------------- | --------------- | ------------------------------- | ---- |
| 출사표 OST Part.4                  | 2020년 7월 29일 | 봄꽃                            | OST  |
| 웹드라마 썸타는 편의점 OST Part. 1 | 2021년 2월 14일 | 좋아서 그래 (Hello)             | OST  |
| 오케이 광자매 OST Part.5           | 2021년 6월 12일 | 좋아서 좋아해                   | OST  |
| World is One 2021                  | 2021년 9월 15일 | World is One 2021 (with 김요한) | 싱글 |
| 썸밍아웃                           | 2023년 2월 23일 | 썸밍아웃 (with 김요한)          | 싱글 |

## 방송 활동
| 연도 | 방송         | 제목                           | 비고                                              |
| ---- | ------------ | ------------------------------ | ------------------------------------------------- |
| 2019 | tvN D        | 필수연애교양                   | 한은솔 역 / 웹드라마                              |
| 2019 | tvN D        | 죽네투어                       | 도쿄편 / 웹예능                                   |
| 2019 | tvN          | 더 짠내투어                    | 말레이시아편                                      |
| 2020 | tvN          | 더 짠내투어                    | 인천광역시편                                      |
| 2020 | MBC          | 미스터리 음악쇼 복면가왕       | Hit you with that 두릅 두릅 두릅~ 봄소녀 / 참가자 |
| 2020 | MBC          | 쇼! 음악중심                   | 669회 스페셜 MC                                   |
| 2020 | MBC          | 백파더 편의점 디너쇼           | 고정 출연 (이브와 동반 출연)                      |
| 2020 | 엠넷         | 달리는 사이                    | 고정 출연                                         |
| 2021 | MBC          | 전지적 참견 시점               | 게스트                                            |
| 2021 | MBC          | 놀면 뭐하니?                   | 게스트                                            |
| 2021 | MBC          | 황금어장 라디오스타            | 게스트                                            |
| 2021 | 채널A        | 강철부대                       | 고정 출연                                         |
| 2021 | 유튜브       | 지켜츄                         | 고정 출연                                         |
| 2021 | 유튜브       | 오떼르                         | 고정 출연                                         |
| 2021 | 유튜브       | 미선임파서블                   | 게스트                                            |
| 2021 | 유튜브       | LeoJ Makeup                    | 게스트                                            |
| 2021 | 엠넷         | 너의 목소리가 보여             | 게스트                                            |
| 2021 | SBS          | 정글의 법칙                    | 병만족 56기 '봄' 멤버                             |
| 2021 | MBC          | 호적 메이트                    | 고정 출연                                         |
| 2021 | 플레이리스트 | 뮤지광 컴퍼니                  | 고정 출연                                         |
| 2022 | SBS          | 판타스틱 패밀리 - DNA 싱어     | 게스트                                            |
| 2022 | MBN          | 미스터리 듀엣                  | 고정 출연                                         |
| 2022 | JTBC         | 아는 형님                      | 게스트                                            |
| 2022 | tvN          | 놀라운 토요일                  | 게스트                                            |
| 2022 | 시즌         | 마이 플레이리스트              | 게스트                                            |
| 2022 | KBS2         | 이별도 리콜이 되나요?          | 게스트                                            |
| 2022 | 채널 A       | 오은영의 금쪽상담소            | 게스트                                            |
| 2022 | EBS          | 공상가들                       | 고정 출연                                         |
| 2022 | MBC          | 심야괴담회 시즌2 71회          | 게스트                                            |
| 2022 | JTBC         | 한문철의 블랙박스 리뷰 12회    | 게스트                                            |
| 2022 | 웨이브       | 좋아하면 울리는 짝!짝!짝!      | 패널                                              |
| 2022 | TV조선       | 미스터트롯 2                   | 심사위원                                          |
| 2023 | JTBC         | 한문철의 블랙박스 리뷰 19회    | 게스트                                            |
| 2023 | MBC          | 심야괴담회 시즌2 81회          | 게스트                                            |
| 2023 | MBC          | 황금어장 라디오스타            | 게스트                                            |
| 2023 | MBC          | 안싸우면 다행이야              | 스튜디오 패널                                     |
| 2023 | 채널 A       | 강철부대 3                     | 고정 mc                                           |
| 2023 | tvN          | 놀라운 토요일                  | 게스트                                            |
| 2024 | KBS2         | 1박2일 시즌 4                  | 게스트                                            |
| 2024 | JTBC         | 톡파원 25시                    | 게스트                                            |
| 2024 | KBSjoy       | 이십세기 힛-트숑               | 인턴MC                                            |
| 2024 | MBC          | 주간 입맛 연구소 뭐먹을랩(Lab) | MZ연구연                                          |
| 2024 | MBC          | 구해줘 홈즈                    | 게스트                                            |
| 2024 | 채널A        | 인간적으로                     | 게스트                                            |
| 2024 | SBS Plus     | 리얼 연애실험실 독사과         | 고정 MC                                           |
| 2024 | SBS          | 꼬리에 꼬리를 무는 그날이야기  | 이야기 친구                                       |
| 2024 | MBN          | 전현무계획                     | 게스트                                            |
| 2024 | tvN          | 밥이나 한잔해                  | 게스트                                            |
| 2024 | KBSjoy       | 이십세기 힛-트쏭               | 객원 MC                                           |
| 2024 | MBC          | 미스터리 음악쇼 복면가왕       | 참가자                                            |
| 2024 | MBC          | 전지적 참견시점                | 게스트                                            |

### 드라마
- 2025년 KBS2 수목드라마 《내 여자친구는 상남자》 - 강민주 역

## 광고
- 2021년 동아오츠카 포카리스웨트
- 2021년 삼성 갤럭시 스토어
- 2021년 치킨마루
- 2021년 경기관광공사
- 2021년 모바일게임 워패스
- 2021년 비씨카드
- 2021년 농심 너구리 (아이키와 공동 출연)
- 2021년 설탭 (with 박미선)
- 2022년 공먹젤 2
- 2022년 인테이크 슈가로로 스파클링
- 2022년 퍼블리셔 아이클럭워크 리틀삼국
- 2022년 알바몬
- 2022년 금연 공익광고 캠페인
- 2022년 팔도 틈새라면
- 2023년 이클립스
- 2023년 파인투데이 코리아 센카
- 2023년 야놀자
- 2023년 DGB대구은행

## 수상 목록
- 2021년 제7회 아시아태평양 스타 어워즈 여자 엔터테이너상